# Falcó sagrat
El girfalc o falcó sagrat (Falco rusticolus) també anomenat falcó grifó o simplement grifó, és un ocell de l'ordre dels falconiformes i de la família dels falcònids (Falconidae) El seu hàbitat es distribueix des de la taigà a la tundra i regions polars de l'holàrtic (Europa, Amèrica del Nord i Àsia). El seu estat de conservació es considera de risc mínim.
És el més septentrional dels falcons i, com a tal, és excepcional als països catalans, on se'l coneix més aviat en captivitat, en el seu ús en la falconeria.

## Morfologia

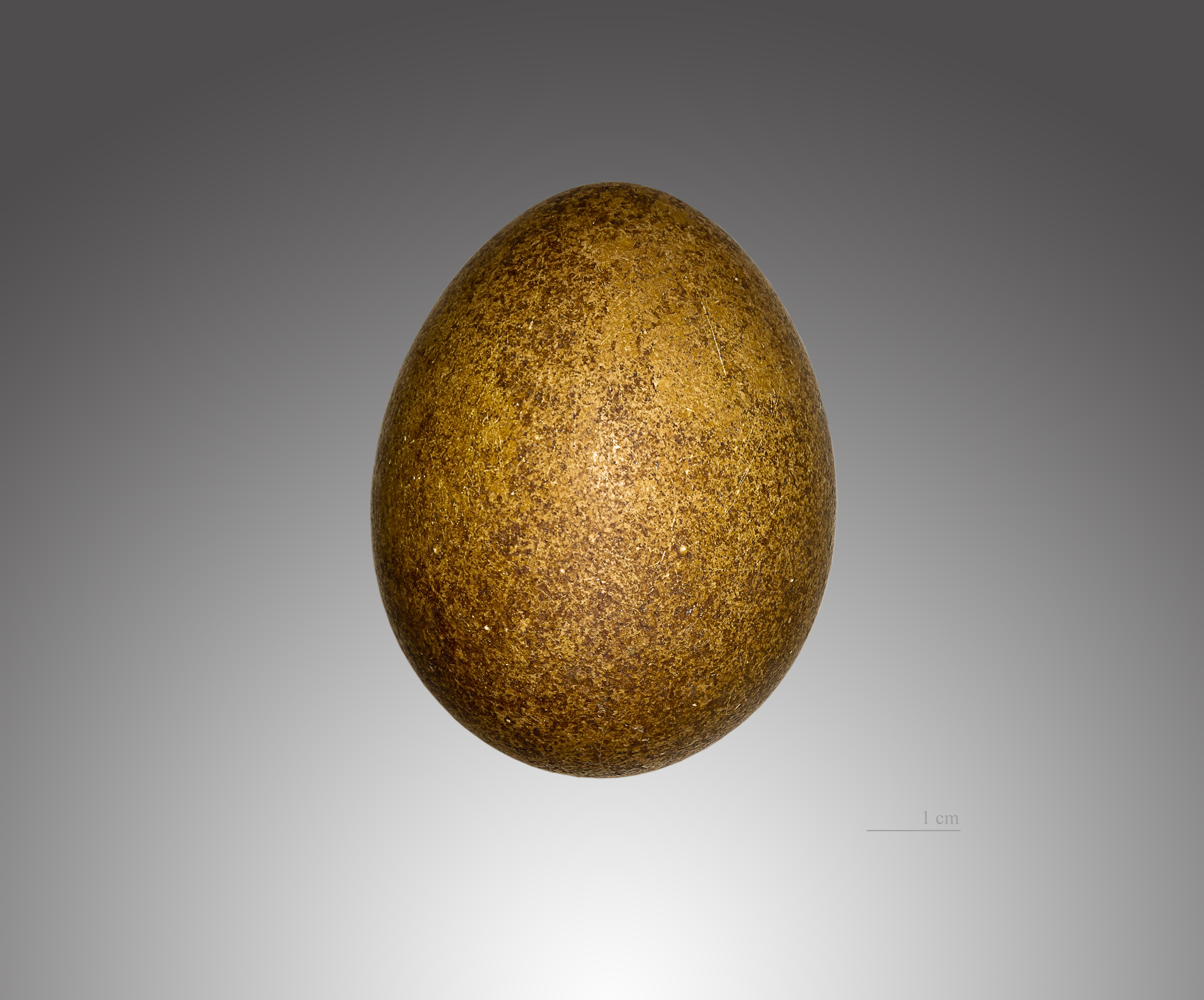
Ou

Aquest ocell és el més gran de totes les espècies de falcó, similar en grandària amb les espècies més grosses d'aligot (gènere Buteo). El mascle fa fins a 60 cm de longitud, pesa fins a 1.350 g. i té una envergadura que arriba fins a 130 cm. La femella, com és normal en les aus rapinyaires, és més gran que el mascle, amb una longitud de fins a 65 cm, un pes de fins a 2.100 g. i una envergadura que arriba fins a 160 cm.
En línies generals, el grifó és semblant a un falcó pelegrí de gran mida, però té una sèrie de característiques que el diferencien notòriament del pelegrí: en primer lloc els colors i les taques bigoteres (característica de tots els falcònids) resulten més escampats que en els seus parents més meridionals. Les ales d'un grifó són més curtes que les d'un pelegrí, i la cua és més llarga. La varietat grisa del grifó es distingeix del falcó pelegrí per les ratlles de color crema al clatell i en la coroneta i per l'absència d'una ratlla malar. La varietat blanca del grifó no es pot confondre amb cap altra espècie de falcó, ja que és l'única espècie de falcó predominantment blanc. En els tractats medievals de falconeria en castellà, aquesta varietat blanca era coneguda com "fino de Noruega".
Comparteix les característiques de la resta de la família: ales llargues i triangulars, tarsos (potes per sota de la tíbia) nus coberts d'escates, ventre clar i barres de taques fosques en la seva etapa adulta, iris fosc, cere (part carnosa a la base del bec) groga, bigoteres i un bec ganxut amb "dent" que li permet rematar les seves preses. En canvi, igual que amb moltes altres espècies de climes freds, aquests falcons són notòriament més grans i forts que els seus parents del sud.
Una altra característica notable és que aquestes aus estan adaptades tant per a la caça en l'aire com a terra, en contrast amb el pelegrí que només caça preses en vol. Per això les urpes resulten més romes i potents que les del seu parent del sud, ja que la caça en sòl requereix aquest tipus d'especialització. Igual que tots els membres de la família, remata les seves preses mitjançant una cornada del seu bec ganxut al clatell.

## Subespècies
No se'n coneixen subespècies, tot i que el plomatge sembla molt variable en aquesta espècie; el seu color pot variar des de predominantment blanc fins a gairebé negre. Les poblacions de Groenlàndia solen tenir plomatge blanc amb pintes fosques sobre les ales, mentre que les d'Euràsia solen ser grises.

## Ecologia
El grifó s'alimenta de mamífers i ocells. És un depredador hàbil i vola fins que veu una presa per atacar. Mata la majoria de les seves preses en terra, fins i tot si les captura primer en vol. Les seves preses aviàries solen ser gal·liformes o gallinàcies de muntanya de tipus Lagopus, gavines, ocells de ribera o limícoles i moixons (passeriformes), però a vegades arriben a caçar altres ocells rapinyaires. Les seves preses mamíferes també varien molt de mida, des de les musaranyes fins a les marmotes (les quals poden pesar fins a tres vegades més que el falcó). El grifó també s'alimenta de carronya, però molt ocasionalment.
Els únics depredadors naturals del grifó són l'àguila daurada, tot i que els atacs són molt poc freqüents, i el corb, que només constitueix un perill per als seus pollets o per als seus ous. En realitat el major perill per a aquesta espècie són els humans, ja sigui per accident o intencionadament. Els grifons que sobreviuen fins a la maduresa arriben normalment a entre nou a dotze anys.

## Cultura i folklore
A l'edat mitjana el grifó era usat en falconeria i considerada «l'au del rei». Per la seva raresa i per les dificultats en aconseguir-lo, els grifons només eren assequible a reis i gentilhomes adinerats. Fins i tot avui, els grifons són ocells tan altament valorats i buscats que els seus amos o avicultors els amaguen per evitar robatoris.
En les representacions catòliques de l'edat mitjana, el griu encarnava valors positius.
En el primer vers del poema Les conquérants (del poemari Les Trophées), el poeta francès d'origen cubà José María de Heredia (1842-1905) compara els conqueridors espanyols i els seus viatges cap a les Amèriques amb un primer vol de joves grifons quan abandonen el seu niu natal.
El grifó és l'ocell emblemàtic d'Islàndia.